# Aleksandr Grin

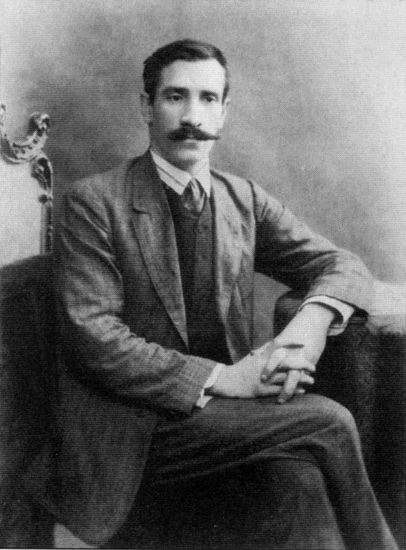
Aleksandr Grin (1910)

Aleksander Grin (Russisch: Александр Грин), pseudoniem van Aleksandr Stepanovitsj Grinevski (Russisch: Александр Степанович Гриневский; Vjatka, 11 augustusjul./23 augustusgreg. 1880 – Stari Krim, 8 juli 1932), was een Russisch schrijver. Hij schreef voornamelijk korte verhalen in een niet nader genoemde Europese of Latijns-Amerikaanse omgeving. Zijn verhalen gaan voornamelijk over de zee, avonturen en de liefde.

## Leven
Grin werd geboren in een buitenwijk van Vjatka, het tegenwoordige Kirov, als zoon van een Poolse emigrant. Zijn moeder overleed toen Grin 13 was. Na het voltooien van zijn opleiding ging Grin naar Odessa, waar hij vele dienstbetrekkingen had, zoals matroos, mijnwerker of bouwvakker. Vaak had hij echter geen betrekking en moest hij zijn toevlucht nemen tot bedelen.
Nadat hij het leger in was gegaan, sloot hij zich aan bij de Sociaal-Revolutionaire Partij, en deserteerde. Dit leidde tot zijn arrestatie en gevangenisstraf wegens het bedrijven van revolutionaire propaganda. In 1906 publiceerde hij zijn eerste novelle, maar in hetzelfde jaar werd hij opnieuw gearresteerd in Sint-Petersburg. Hij werd veroordeeld tot 4 jaar verbanning naar Tobolsk in Siberië. Grin ontsnapte echter kort na aankomst in Tobolsk en keerde terug naar Sint-Petersburg. In 1910 werd hij opnieuw opgepakt en verbannen naar Archangelsk. Daar verbleef hij tot 1912 samen met zijn vrouw.
Na terugkeer in Sint-Petersburg scheidde hij van zijn echtgenote. Hij had tot dan slechts korte verhalen geschreven, maar na de Russische Revolutie zou Grin ook langere verhalen schrijven. In 1921 trouwde hij opnieuw, en in 1924 verhuisde het gezin naar Feodosija op de Krim, zodat Grin dicht bij zijn geliefde zee kon wonen. Grins romantische schrijfstijl was niet geliefd bij de Sovjet-uitgeverijen en het gezin leefde in grote armoede. Grin overleed aan tuberculose in Stari Krim.

## Werk

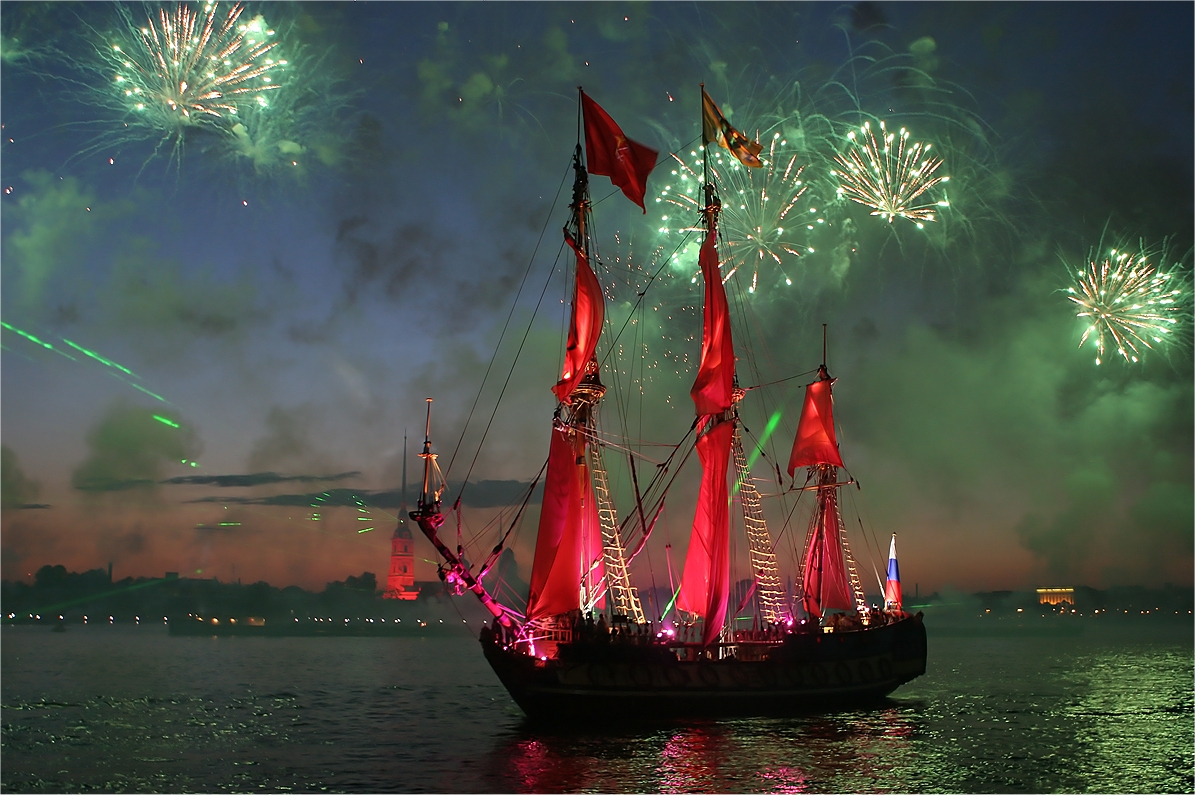
'Scharlaken zeilen'-festiviteiten in Sint-Petersburg, genoemd naar Grins novelle

Grins verhalen hebben geen directe relatie met het tsaristische Rusland of de Sovjet-Unie, omdat ze alle zijn gesitueerd in een door hemzelf verzonnen omgeving; liefhebbers van zijn werk noemen dit fictieve land Grinlandia. De personages hebben namen die vaag doen denken aan West-Europese namen.
Zijn werk is simpel en romantisch, en was populair bij tienermeisjes. Toch heeft Grin ook serieuze bewonderaars, zoals Konstantin Paustovski, die in eerste instantie dacht dat hij een vertaling van een West-Europees werk aan het lezen was. Buiten Rusland is Grin nagenoeg onbekend. Zijn belangrijkste, ook in het Nederlands vertaalde werk is De scharlaken zeilen (Алые паруса), een kort romantisch verhaal uit 1923.

## Erkenning
Tijdens de regeerperiode van Nikita Chroesjtsjov werden de werken van Grin plotseling populair. Er kwam in 1961 zelfs een verfilming van De scharlaken zeilen. Zijn woonhuizen in Kirov en Stari Krim zijn tegenwoordig musea, en in 1970 werd in Feodosija een speciaal museum voor hem geopend.